# Gareth Widdop

a Compétitions nationales et continentales officielles uniquement.

b Matchs officiels uniquement.
Gareth Widdop, né le 12 mars 1989 à Halifax (Angleterre), est un joueur de rugby à XIII anglais évoluant au poste de demi d'ouverture, de demi de mêlée ou d'arrière. Arrivé à l'âge de seize ans en Australie, il se forme au Storm de Melbourne avec qui il débute en National Rugby League. Après quatre saisons à Melbourne, il signe aux Dragons de St. George Illawarra. Parallèlement, il est régulièrement sélectionné en équipe d'Angleterre depuis 2010.

## Palmarès
- Collectif :
  - Vainqueur du World Club Challenge : 2013 (Storm de Melbourne).
  - Vainqueur de la National Rugby League : 2012 (Storm de Melbourne).
  - Finaliste de la Coupe du monde : 2017 (Angleterre).
  - Finaliste du Tournoi des Quatre Nations : 2011 (Angleterre).

### Détails en sélection
| 1. | 26 octobre 2019  | Tonga                | 6-14  | Amical | Demi d'ouverture | 2 | 0 | 1 | 0 |
| 2. | 2 novembre 2019  | Nouvelle-Zélande     | 8-12  | Amical | Demi d'ouverture | 4 | 0 | 2 | 0 |
| 3. | 9 novembre 2019  | Nouvelle-Zélande     | 8-23  | Amical | Demi d'ouverture | 4 | 0 | 2 | 0 |
| 4. | 16 novembre 2019 | Papouas.-Nlle-Guinée | 10-28 | Amical | Demi d'ouverture | 2 | 0 | 1 | 0 |

### Statistiques
| Saison | Club                         | Compétition           | Matchs | Points | Essais | Goals | Drops |
| ------ | ---------------------------- | --------------------- | ------ | ------ | ------ | ----- | ----- |
| 2010   | Melbourne Storm              | National Rugby League | 3      | 10     | 1      | 3     | 0     |
| 2011   | Melbourne Storm              | National Rugby League | 25     | 23     | 2      | 7     | 1     |
| 2012   | Melbourne Storm              | National Rugby League | 26     | 40     | 4      | 12    | 0     |
| 2013   | Melbourne Storm              | National Rugby League | 16     | 18     | 3      | 3     | 0     |
| 2014   | St. George Illawarra Dragons | National Rugby League | 24     | 137    | 3      | 61    | 3     |
| 2015   | St. George Illawarra Dragons | National Rugby League | 24     | 182    | 9      | 73    | 0     |
| 2016   | St. George Illawarra Dragons | National Rugby League | 24     | 133    | 6      | 54    | 1     |
| 2017   | St. George Illawarra Dragons | National Rugby League | 21     | 191    | 10     | 75    | 1     |
| 2018   | St. George Illawarra Dragons | National Rugby League | 22     | 205    | 4      | 94    | 1     |
| Total  | Total                        | Total                 | 185    | 939    | 42     | 382   | 7     |